# Zablon Amanaka
Zablon Davies Amanaka (sinh ngày 1 tháng 1 năm 1976) là một hậu vệ bóng đá người Kenya thi đấu cho Mahakama ở Kenyan National Super League.

## Sự nghiệp
Sau khi thi đấu cho các câu lạc bộ như Kenya Breweries (tên cũ của Tusker FC) và Kenya Pipeline từ Nairobi, năm 2004 anh thi đấu ở câu lạc bộ Seychelles League Saint-Michel United. Từ tháng 1 năm 2005 đến tháng 1 năm 2006, anh thi đấu ở đội bóng truyền thống tại Premier League of Bosna và Hercegovina, FK Željezničar từ thủ đô Sarajevo. Sau đó anh trở lại thi đấu ở Giải bóng đá ngoại hạng Kenya cho Thika United và AFC Leopards. Từ tháng 1 đến tháng 6 năm 2007 anh đến Ấn Độ ở câu lạc bộ I-League East Bengal Club. Tiếp theo, anh chuyển đến câu lạc bộ Seychelles Anse Réunion FC. Vào tháng 1 năm 2009 anh trở lại quê hương thi đấu cho Sofapaka, nhưng sau 6 tháng anh ký hợp đồng với câu lạc bộ khác ở Seychelles, La Passe FC. Cuối năm 2009 anh trở lại Kenya và thi đấu cùng với Mahakama Anh thường thi đấu ở vị trí trung vệ.

## Đội tuyển quốc gia
Anh thường xuyên thi đấu cho Đội tuyển bóng đá quốc gia Kenya từ năm 1998, trở thành đội trưởng.

## Danh hiệu
- Saint-Michel United
  - 1 lần Seychelles League Vô địch: 2003
- FK Željezničar
  - 1 lần Premier League of Bosna và Hercegovina á quân: 2004-05
- East Bengal Club
  - 1 lần Indian Federation Cup vô địch: 2007
- Anse Réunion FC
  - 1 lần Seychelles League Cup vô địch: 2007